# Ассоциация пролетарских музыкантов Украины
Ассоциа́ция пролета́рских музыка́нтов Украи́ны — музыкально-общественная организация в УССР.

## Общие сведения
Ассоциация пролетарских музыкантов (АПМУ) создана в Харькове в 1928 году. Идеологически была связана с  РАПМ — аналогичной организацией в РСФСР. Причиной тому один из её организаторов и одновременно участник РАПМ, приехавший из Москвы композитор Виктор Белый.

## Состав
Первоначально ассоциация состояла преимущественно из молодых композиторов и исполнителей, перешедших из закрывшегося Всеукраинского музыкального общества им. Н. Д. Леонтовича и Ассоциации революционных композиторов Украины.

## Деятельность
В своей деятельности члены АПМУ отрицали значение музыкально классического наследия, требовали запрета деятельности тех, кто стоял на старых мировоззренческих и творческих началах, не разделяя идей АПМУ. Такие методы оттолкнули большинство музыкантов от АПМУ. Ассоциация, по сути, стала тормозом в развитии музыки.

## Прекращение деятельности
АПМУ, как и остальные музыкально-общественные организаций, была ликвидирована после постановления ЦК ВКП(б) «О перестройке литературно-художественных организаций» от 23 апреля 1932 года. Музыканты, разделявшие идеи компартии, вошли в организованный в 1932 году Союз композиторов Украины.